# Pontificia Academia para la Vida
Juan Pablo II instituyó la Pontificia Academia para la Vida con el motu proprio Vitae Mysterium del 24 de febrero de 1998. Los objetivos de la Academia son: estudiar, informar y formar sobre los principales problemas de biomedicina y  derecho, relativos a la promoción y a la defensa de la vida, sobre todo en la relación directa que estos tienen con la moral cristiana y las directivas del Magisterio de la Iglesia. Para realizar estos fines, en octubre de 1994 se instituyó la fundación "Vitae Mysterium". 

## Organización
El Dicasterio para los Laicos, la Familia y la Vida colabora con la Pontificia Academia para la Vida en las cuestiones de la protección y promoción de la vida humana, y se vale de su competencia. Asimismo, también el Dicasterio para el Servicio del Desarrollo Humano Integral mantiene con la Academia una estrecha relación.
La Academia para la Vida tiene autonomía propia. Los miembros de la Academia son nominados por el Papa, que se esfuerza en representar las diferentes ramas de las ciencias biomédicas, más particularmente las relativas a la promoción y defensa de la vida. También puede designar a miembros corresponsales que trabajen en otros ámbitos. La asamblea plenaria de la Academia se reúne habitualmente durante el mes de febrero.
Algunos miembros fueron Edmund Pellegrino (norteamericano), Francesco D'Agostino (italiano), John Finnis (británico), Fishel Fernando Szlajen (argentino y primer Rabino nombrado Miembro Titular de dicha Academia), Alberto Caturelli (argentino), Robert Spaemann (alemán), Alfonso Gómez-Lobo (chileno), Jokin de Irala (español) y Carlos Centeno (español).

## Presidentes
Su primer presidente fue el profesor Jérôme Lejeune, fallecido en abril de 1994. A continuación, la Academia fue presidida por el doctor Juan de Dios Vial Correa, chileno, fallecido el 17 de agosto de 2020. Contó con la ayuda de un Vicepresidente, el Obispo Elio Sgreccia, Secretario del Pontificio Consejo para la Familia y de un Consejo Directivo de cinco Académicos pontificios. 
En 2005, Juan Pablo II nombró presidente de la Pontificia Academia para la Vida (PAV) al obispo Elio Sgreccia —hasta entonces vicepresidente del organismo—. Igualmente designó canciller de la PAV a Ignacio Carrasco de Paula. A continuación presidió la Academia monseñor Rino Fisichella. Monseñor Jean Laffitte fue vicepresidente. En 2010, Benedicto XVI nombró presidente a monseñor Carrasco de Paula.
La lista completa de presidentes puede verse a continuación:
- Jérôme Lejeune (febrero - abril de 1994)
- Juan de Dios Vial Correa (abril de 1994 - diciembre de 2004)
- Elio Sgreccia (diciembre de 2004 - junio de 2008)
- Salvatore Fisichella (17 de junio de 2008 - 30 de junio de 2010)
- Ignacio Carrasco de Paula (30 de junio de 2010-31 de agosto de 2016)
- Vincenzo Paglia, desde el 1 de septiembre de 2016